# Му Гуйин
Му Гуйин (кит. трад. 穆桂英, пиньинь Mù Guìyīng) — легендарная женщина-полководец времён империи Сун, один из главных персонажей цикла легенд и множества производных произведений о полководцах клана Ян.

## Биография согласно легендам
Одна из наиболее известных легенд о Му Гуйин касается её знакомства с будущим мужем, происшедшего на фоне конфликта империи Сун с государством Ляо. В описываемый период командующий войск ляо ввёл в своей армии новую непобедимую стратегию «Драконьих Врат». Старый полководец Ян Е и его сыновья-генералы пробовали её одолеть, однако в итоге домой вернулись только его 5-й сын Ян Яньдэ (вскоре ставший буддийским монахом) и 6-й сын Ян Яньчжао. Узнав, что в разбойничьей крепости Муке (穆柯寨) хранится артефакт «Побиватель драконов» (降龍木), Ян Яньчжао вместе с единственным сыном Ян Цзунбао выдвинулся к ней, после чего послал сына потребовать у владетеля крепости артефакт либо атаковать её. Однако собиравшийся сделать это молодой воин встретил Му Гуйин — дочь хозяина крепости Му Юя, которая с юности владела боевым и воинским искусством и фактически была поставлена своим отцом Му Юем во главе дружины крепости. Му Гуйин отказалась отдать сокровище генералам Ян, после чего молодые люди сошлись в поединке, выигранном девушкой. Побеждённый Цзунбао попросил убить его, однако влюбившаяся в него Гуйин сама предложила ему женитьбу и своё присоединение к силам клана Ян. Вернувшись в лагерь, Цзунбао рассказал о происшедшем, вызвав гнев своего отца, собравшегося казнить опозоренного сына. Узнав об этом, подоспевшая с дружиной Му Гуйин вызвала на поединок самого Ян Яньчжао и пленила его с той же лёгкостью — после чего извинилась перед старым воином и попросила его благословения и на этот раз получила его. У Му Гуйин и Ян Цзунбао родилось двое детей, сын Ян Вэньгуан и дочь Ян Цзиньхуа, причем сын родился прямо в военном походе, что было воспринято как доброе предзнаменование и предшествовало разгрому «Небесных Врат».
Ещё одна популярная легенда рассказывает о гибели Ян Цзунбао и его армии в очередном столкновении с внешним врагом (теми же Ляо либо тангутским государством Си Ся) из-за отсутствия подкрепления, которое должен быть обеспечить царедворец и генерал Ван Чин. Единственным мужчиной в клане остаётся подросток Ян Вэньгуан, слишком юный, чтобы самому управляться с войсками, и двенадцать женщин клана Ян — матриарх Шэ Тайцзюнь, сама Му Гуйин, сёстры Ян Яньчжао, его вдова и вдовы его братьев — собирают и возглавляют собственное войско, в конце концов одерживая победу.

### Соотношение с реальной историографией
Официальные китайские летописи соответствующего периода не упоминают Му Гуйин, хотя это может быть связано с общим нежеланием включать туда женщин. С другой стороны, известно также, что полководцы Ян Е (ум. 986) и его сын Ян Яньчжао (958—1014) были реальными историческими личностями; реальным лицом являлся и Ян Вэньгуан (ум. 1074) — однако традиционная историография считает его самого сыном Ян Яньчжао, вовсе не упоминая Ян Цзунбао — мужа Му Гуйин, сына Ян Яньчжао и отца Ян Вэньгуана согласно версии легенд о клане Ян.

## Место в китайской культуре
Му Гуйин является одной из наиболее известных женщин-воительниц реальной и легендарной истории Китая (наряду с Хуа Мулань, Лян Хунъюй, Цинь Лянъюй и некоторыми другими), «занимающей нишу» именно женщины-полководца и стратега, разбирающейся в эффективном использовании военной силы, тактике и стратегии военного искусства и превосходящей в этом своих отца и свёкра-генералов. Её имя стало в культуре китайского региона «прецедентным именем» — эпитетом женщины с талантом управления и разрешения сложных проблем.
Как и для других классических героинь-воительниц, несмотря на формальное нарушение ею устоев, определяющих «подчинённо-домашнее» положение женщины, конфуцианская традиция рассматривает такое её поведение как соответствующее ряду других добродетелей — в частности, она получает боевые и тактические навыки от собственной семьи и защищает её владение и интересы, позднее ведёт себя как верный член семьи мужа и подданный государя; и даже наиболее нетрадиционные её поступки — самостоятельный выбор ею партнёра и победа в поединке над ним самим и его отцом — рассматриваются как исполнение предсказания её матери, то есть проявление «сил судьбы» и почтения к родителям. В новейшей истории Китая лишь усиливаются её позиции как одного из идеалов сильной женщины, способной на самостоятельное мышление и действие. Лидеры КНР, включая Мао Цзэдуна, пропагандировали подрастающему поколению Му Гуйин и Хуа Мулань как образцы для подражания, в противовес «слабым» персонажам типа Линь Дайюй из «Сна в Красном Тереме». В период китайской кампании «Большого скачка» (1958—1960), это имя также было использовано для получившей большую известность в Китае женской сельскохозяйственной «Бригады Му Гуйин».

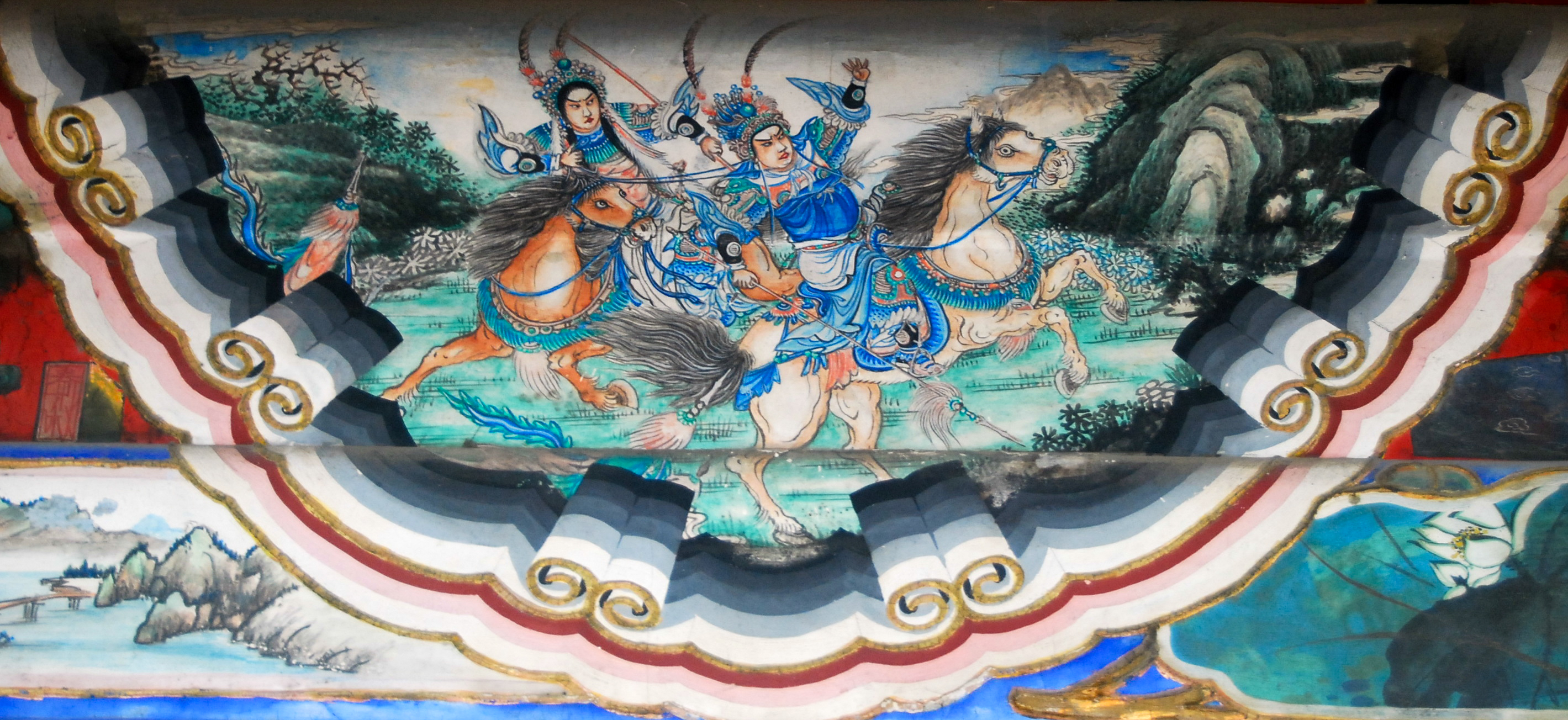
Панно «Му Гуйин пленяет Ян Цзунбао» в Длинном Коридоре Летнего императорского дворца в Пекине

В течение столетий Му Гуйин остаётся одним из популярнейших образов китайской живописи и большинства разновидностей китайской оперы, являясь одной из классических моделей амплуа удань (героини-воительницы). Начиная с революционных процессов и национально-освободительной борьбы 1930—1940-х годов, этот образ также неоднократно воплощался в современных формах театра, в китайском кино, на телевидении и в мультипликации. Ниже перечислены лишь некоторые постановки с этой ролью, по возможности, с указанием исполнителей:
- 1949 — к/ф «Му Гуйин» / «Женщина-генерал Му Гуйин» (穆桂英)
- 1956 — к/ф «Как Му Гуйин трижды пленяла и отпускала Ян Цзунбао» (穆桂英三擒三縱楊宗保)
- 1957 — к/ф «Как Му Гуйин и Ян Цзунбао одолели защитников Небесных Врат» (穆桂英楊宗保大破天門陣)
- 1959 — пекинская опера «Му Гуйин принимает командование»/«Му Гуйин командует войсками» — актёр Мэй Ланьфан[11]
(спектакль продолжает ставиться по настоящее время[12], в частности, был представлен на российских гастролях Большого театра пекинской оперы имени Мэй Ланьфана в Мариинском театре и Театре Наталии Сац[13][14][15])
- 1959 — к/ф «История Му Гуйин» (山東紮腳穆桂英)
- 1972 — к/ф «14 амазонок» (十四女英豪) — Айви Лин По
- 1981 — т/с Young’s Female Warrior (кит.) — Лиза Ван[англ.]
- 1989 — A Courageous Clan: Mu Kuei-ying — Бонни Нгай
- 1991 — Generals of the Yang Family — Чжан Юйцзя
- 1994 — т/с англ. Heroic Legend of the Yang's Family и англ. The Great General — Мак Кинтхин[кит.]
- 1998 — т/с «Му Гуйин» / «Героиня из семьи Ян»[англ.] — Эми Чан[англ.]
- 2001 — т/с англ. Legendary Fighter: Yang's Heroine (杨门女将—女儿当自强) — Нин Цзин
- 2001 — The Fire Commander — Фан Сяоли
- 2005 — т/ф «Героиня Му Гуйин» (巾幗英雄穆桂英) — Ван Сыи[англ.]
- 2011 — к/ф «Легендарные амазонки»[англ.] (杨门女将之军令如山) — Сесилия Чун
- 2010 — т/ф «Му Гуйин принимает командование» (穆桂英挂帅) — Мяо Пу[англ.]
- 2012 — т/с «Му Гуйин принимает командование»[кит.] (穆桂英掛帥) — Сыцинь Гаова[англ.]

Помимо использования образа Му Гуйин в искусстве, имя героини использовано в ряде топонимов, в частности, для двух вершин в китайской провинции Шаньси, а также для кратера на Венере.

## Дополнительные ссылки и литература
- Peter Lovrick, Wang-Ngai Siu. The Warrior Maiden Mu Guiying // Chinese Opera: Images and Stories. — UBC Press[англ.], 2011. — P. 99—101. — ISBN 9780774844451.
- Alexandra B. Bonds. Beijing Opera Costumes: The Visual Communication of Character and Culture. — University of Hawaii Press[англ.], 2008. — 350 p. — ISBN 9780824829568.
- Jin Fu. The Global Success of Mei Lanfang // Chinese Theatre. — Cambridge University Press, 2012. — P. 117—118. — ISBN 9780521186667.
- Wang Zheng. From Xianglin's Wife to the Iron Girls: the politics of gender representation // Handbook of the Politics of China / David S.G. Goodman (Ed.). — Edward Elgar Publishing, 2015. — P. 296. — ISBN 9781782544371.
- Louise P. Edwards. Domesticating the Woman Warrior: Comparisons with Jinghua yuan // Men and Women in Qing China: Gender in the Red Chamber Dreams. — E.J. Brill, 1994. — P. 88—89. — ISBN 9789004101234.
- Rosemary Roberts. The Woman Warrior in Chinese Historical Records and Traditional Culture // Maoist Model Theatre: The Semiotics of Gender and Sexuality. — E.J. Brill, 2009. — P. 194—197. — ISBN 9789047430889.
- Wilt L. Idema, Stephen H. West. The Generals of the Yang Family: Four Early Plays. — World Scientific, 2013. — 268 p. — ISBN 9789814508704.
- She Taijun // Biographical Dictionary of Chinese Women. — Routledge, 2015. — Vol. II: Tang through Ming, 618—1644. — 716 p. — ISBN 9781317515616.